# Kabugao

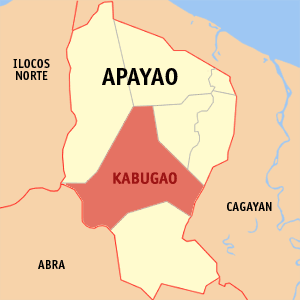
Kommunens läge i provinsen Apayao.

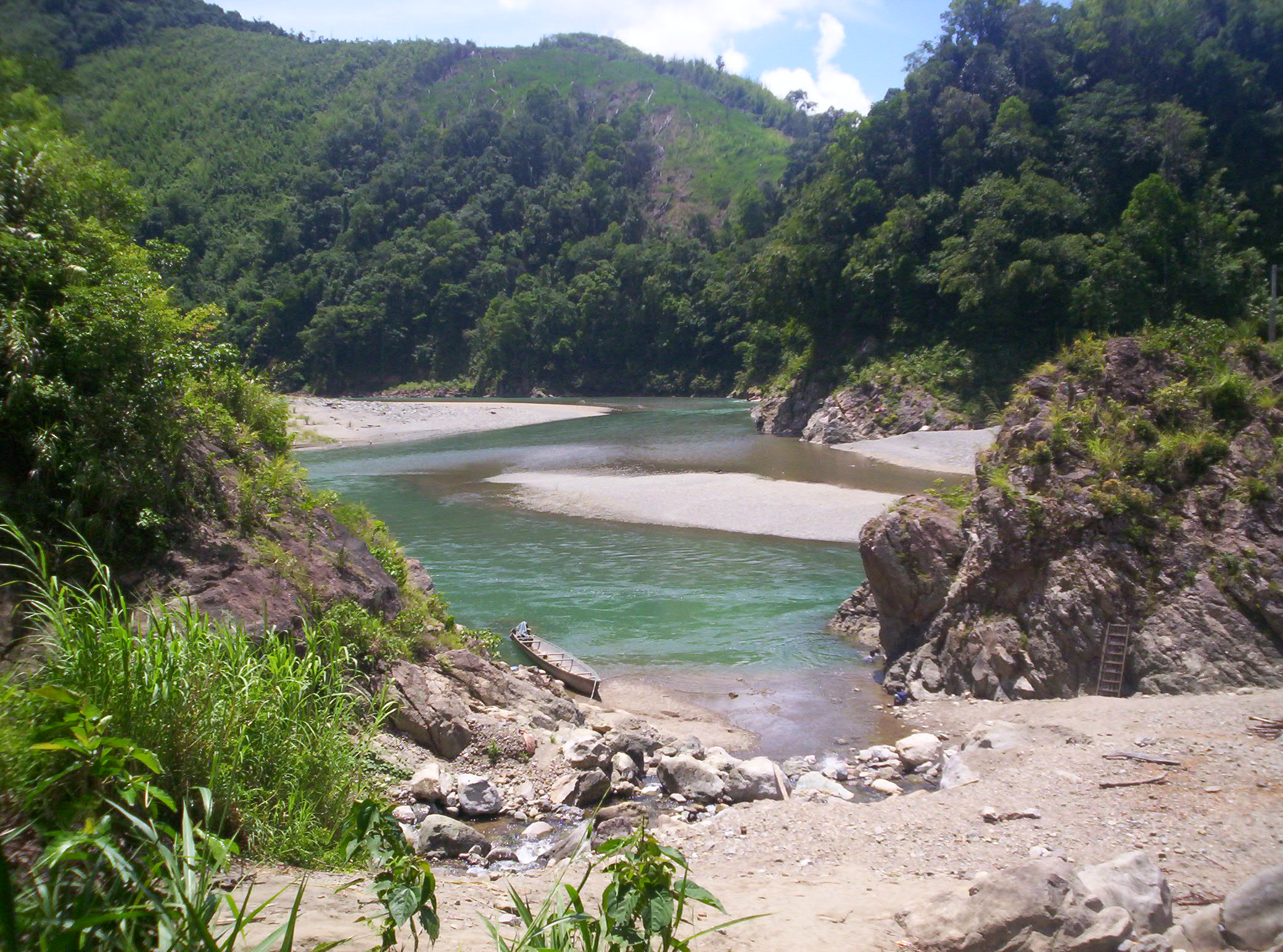
Landskap i kommunen Kabugao.

Kabugao är en ort på ön Luzon i Filippinerna. Den är administrativ huvudort för provinsen Apayao i Kordiljärernas administrativa region.
Kabugao räknas officiellt inte som stad utan är en kommun. Kommunen är indelad i 21 smådistrikt, barangayer, varav 20 är klassificerade som landsbygdsdistrikt och endast 1 som tätortsdistrikt. Hela kommunen har 15 537 invånare (folkräkning 1 maj 2015) varav 2 164 invånare bor i centralorten.